# Tâmna
Tâmna è un comune della Romania di 3400 abitanti, ubicato nel distretto di Mehedinți, nella regione storica dell'Oltenia. 
Il comune è formato dall'unione di 11 villaggi: Adunații Teiului, Boceni, Colareț, Cremenea, Fața Cremenii, Izvorălu, Manu, Pavăț, Plopi, Tâmna, Valea Ursului.